# Stade National de la Côte d’Ivoire
Stade National de la Côte d’Ivoire – stadion budowany od 2016 roku w Anyamie. Wybrzeże Kości Słoniowej zorganizuje na nim otwarcie Pucharu Narodów Afryki 2023.

## Historia
Stadion postanowiono zbudować 10 km od Abidżanu w Anyamie. Został on sfinansowany przez Chiny w ramach współpracy z Wybrzeżem Kości Słoniowej, które musiało wybudować drogi dojazdowe i zapewnić teren pod budowę. Budowę rozpoczęto 22 grudnia 2016 roku, a jej zakończenie zaplanowane jest na 2019 rok. Na stadionie miał odbyć się Puchar Narodów Afryki 2021, ale Wybrzeże Kości Słoniowej zgodziło się na przyznanie jego organizacji Kamerunowi. W zamian zorganizuje Puchar Narodów Afryki 2023.

## Opis
Stadion przypomina pekińskie Ptasie Gniazdo. Ma powierzchnię 61 250 m². Powstał na 20 ha działce i ma 60 000 miejsc. Siedzenia zostały zaplanowane w kolorach narodowych: pomarańczu, zieleni i bieli. Ma pięć pięter. Do wnętrza prowadzi 6 wejść: trzy dla widzów, jedno prezydenckie i dwa dla VIP-ów i prasy. Na stadionie zaplanowano umieszczenie dwóch ekranów o powierzchni 162 m². Oprócz trawiastego boiska dla piłkarzy i rugbystów ma bieżnię, która będzie służyć do rozgrywania zawodów lekkoatletycznych.